# Dubiaranea solita
Dubiaranea solita là một loài nhện trong họ Linyphiidae. Loài này được phát hiện ở Colombia.